# Pepa Millán
Maria José Rodríguez de Millán Parro (Cabra, 1 de gener, 1995), més coneguda com a Pepa Millán, és una advocada, columnista i política espanyola. És diputada per Madrid i portaveu de Vox en el Congrés dels Diputats des de juliol de 2023.
Després de graduar-se a Dret per la Universitat de Sevilla (2018), va completar la seva formació universitària amb un doble màster d'Accés a l'Advocacia i Dret de la contractació i Responsabilitat Civil , Dret dels Consumidors i Responsabilitat extracontractual a la Universitat Pablo d'Olavide (2020). També va realitzar estudis per a l'oposició al cos de Registradors de la Propietat. Anteriorment havia estat columnista del diari La Razón.

## Trajectòria política
Va començar sent assessora del Grup Parlamentari de Vox a la XI legislatura del Parlament d'Andalusia. Gran part del seu treball en el partit es va centrar en les àrees de ocupació, igualtat, promoció i la presidència.
A les Eleccions al Parlament d'Andalusia de 2022 es va presentar com a número dos per la circumscripció de Còrdova. En funció de la representació que van atorgar els resultats d'aquestes eleccions autonòmiques a cada formació política, es van nomenar els Senat d'Espanya|senadors] designats pel Parlament d'Andalusia, ia VOX li va correspondre un senador, que seria Jacobo González-Robatto, però el criteri establert dels quotes obligats d'homes i dones obliga VOX a designar una dona després de conèixer-se qui són els elegits tant pel Partit Popular com pel PSOE, per la qual cosa, el 26 de juliol de 2022, es tria Pepa Millán, amb tan sols vint-i-set anys d'edat, per representar VOX al Senat per Andalusia. Al Senat va protagonitzar durs debats amb el Govern de Pedro Sánchez.
A les eleccions generals de juny de 2023, va ser la candidata número cinc per la circumscripció de Madrid, sortint triada diputada, i és designada per Vox com la seva portaveu al Congrés dels Diputats en la XV Legislatura Espanyola rellevant Iván Espinosa de los Monteros.